# Блюнакі
Блюнакі (пол. Blunaki, нім. Blonaken) — село в Польщі, у гміні Дзежґонь Штумського повіту Поморського воєводства.
Населення — 77 осіб (2011).
У 1975—1998 роках село належало до Ельблонзького воєводства.

## Демографія
Демографічна структура станом на 31 березня 2011 року:
|          | Загалом | Допрацездатний вік | Працездатний вік | Постпрацездатний вік |
| -------- | ------- | ------------------ | ---------------- | -------------------- |
| Чоловіки | 41      | 6                  | 32               | 3                    |
| Жінки    | 36      | 5                  | 22               | 9                    |
| Разом    | 77      | 11                 | 54               | 12                   |